# Palaemnema dentata
Palaemnema dentata – gatunek ważki z rodziny Platystictidae.